# 미리

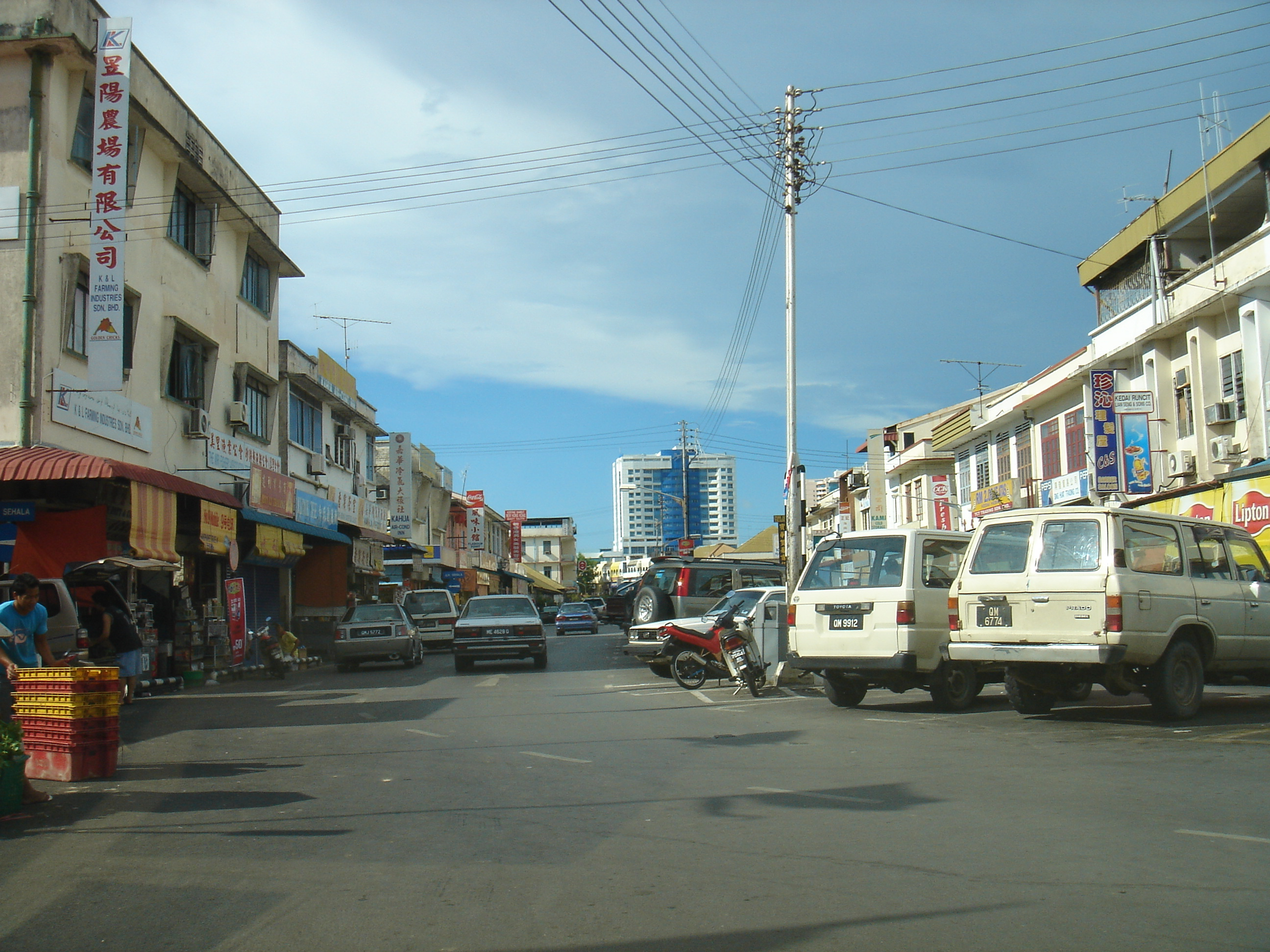
미리

미리(Miri, 중국어: 美里)는 보르네오섬 북부에 위치한 말레이시아 사라왁주 해안에 위치한 도시로, 브루나이 쿠알라블라잇과 국경을 접하며 인구는 269,000명(2008년 기준)으로 사라왁주에서 두 번째로 큰 도시이며, 면적은 4,707.1km2, 높이는 해발 21.95m이다. 쿠칭과 798km 떨어져 있으며, 코타키나발루와 329km 떨어져 있다.
미리가 개발되기 전에는 마루디가 사라왁 북부지역의 행정구 역할을 했으나 1910년 로얄 더치 쉘(Royal Dutch Shell)에 의해 첫 번째 유정이 발견되고 석유매립지역이 연달아 발견되며 급속도로 미리타운개발이 이루어졌다. 그리하여 1929년 사라왁 북부지역의 행정구역할을 도맡게 되었다. 2차 세계대전 중에 미리는 일본군의 보르네오섬 첫 번째 상륙지점이었고 브룩 정권은 일본군에 의해 유정이 유용되는 것을 방지하기 위해 고의적으로 불을 질러 파괴하였다. 일본군의 점령은 곧 미리를 정유시설을 파괴하기 위한 연합군의 공습 목표로 만들게 되었다. 전쟁 이후에도 석유산업기업들은 이 도시 경제의 주를 이루었다. 1950년대 이후 유정 탐사는 해양으로 넘어갔다. 그럼에도 1989~2011년에 걸쳐 새로운 육지상의 석유매립지가 발견되었고 1972년부터 말레이시아 국영 석유회사인 페트로나스(Petronas)는 페트로나스와 쉘의 공조로 미리지역의 유정 탐사를 이끌었다. 2005년에 미리는 말레이시아에서 10번째 도시로 승격되었다. 이는 주도인 도시 외의 첫 번째로 도시 지위가 수여된 사례이다.
미리는 거넝 물루 국립공원과 로아간 버넛 국립공원, 람비르 힐즈 국림공원, 니아 국립공원, 미리-시부티 코랄 리프 국립공원으로 가는 주요한 거점이다. 거넝 물루 국립공원은 세계에서 가장 거대한 동굴인 사라왁 챔버 혹은 바투 물루로 불리는 동굴과 침식으로 인한 기암괴석이 잘 보존되어 있는 관광지이다. 물론 미리가 있게 된 이유는 말레이시아 석유산업이지만, 다른 산업군으로는 목재채벌, 팜유재배, 관광산업이 주를 이룬다.

## 어원
미리라는 이름의 어원은 최초의 정착민이었던 한 소수민족들이 "Jatti Meirek"혹은 간소화하여 "Mirek", "Miriek"이라 부르던 것을 나중에 이곳에 온 유럽 유정 탐사자들이 "Mirek"을 "Miri"로 잘못발음한 것이 현재까지 유래해 쓰이고 있다.

## 인구
| 연도 | 인구   | ±% p.a. |
| ---- | ------ | ------- |
| 1940 | 11,000 | —       |
| 1960 | 24,049 | +3.99%  |
| 1970 | 34,613 | +3.71%  |
| 1980 | 52,125 | +4.18%  |

| 연도 | 인구    | ±% p.a. |
| ---- | ------- | ------- |
| 1991 | 102,878 | +6.38%  |
| 2000 | 167,535 | +5.57%  |
| 2010 | 234,541 | +3.42%  |

## 기후
| 미리의 기후                                                                                    | 미리의 기후   | 미리의 기후  | 미리의 기후  | 미리의 기후  | 미리의 기후  | 미리의 기후  | 미리의 기후  | 미리의 기후  | 미리의 기후  | 미리의 기후   | 미리의 기후   | 미리의 기후   | 미리의 기후    |
| 월                                                                                             | 1월           | 2월          | 3월          | 4월          | 5월          | 6월          | 7월          | 8월          | 9월          | 10월          | 11월          | 12월          | 연간           |
| ---------------------------------------------------------------------------------------------- | ------------- | ------------ | ------------ | ------------ | ------------ | ------------ | ------------ | ------------ | ------------ | ------------- | ------------- | ------------- | -------------- |
| 역대 최고 기온 °C (°F)                                                                         | 33.9 (93.0)   | 34.0 (93.2)  | 35.4 (95.7)  | 35.5 (95.9)  | 35.8 (96.4)  | 34.9 (94.8)  | 35.0 (95.0)  | 35.5 (95.9)  | 35.7 (96.3)  | 34.8 (94.6)   | 34.2 (93.6)   | 35.0 (95.0)   | 35.8 (96.4)    |
| 일평균 최고 기온 °C (°F)                                                                       | 30.5 (86.9)   | 30.6 (87.1)  | 31.2 (88.2)  | 31.6 (88.9)  | 31.8 (89.2)  | 31.7 (89.1)  | 31.5 (88.7)  | 31.6 (88.9)  | 31.4 (88.5)  | 31.0 (87.8)   | 30.9 (87.6)   | 30.7 (87.3)   | 31.2 (88.2)    |
| 일일 평균 기온 °C (°F)                                                                         | 26.4 (79.5)   | 26.5 (79.7)  | 27.0 (80.6)  | 27.5 (81.5)  | 27.7 (81.9)  | 27.5 (81.5)  | 27.3 (81.1)  | 27.4 (81.3)  | 27.3 (81.1)  | 27.0 (80.6)   | 26.9 (80.4)   | 26.7 (80.1)   | 27.1 (80.8)    |
| 일평균 최저 기온 °C (°F)                                                                       | 23.6 (74.5)   | 23.7 (74.7)  | 23.9 (75.0)  | 24.2 (75.6)  | 24.4 (75.9)  | 24.1 (75.4)  | 23.8 (74.8)  | 23.9 (75.0)  | 23.9 (75.0)  | 23.8 (74.8)   | 23.9 (75.0)   | 23.8 (74.8)   | 23.9 (75.0)    |
| 역대 최저 기온 °C (°F)                                                                         | 19.5 (67.1)   | 19.4 (66.9)  | 20.4 (68.7)  | 20.6 (69.1)  | 21.7 (71.1)  | 20.6 (69.1)  | 21.1 (70.0)  | 21.1 (70.0)  | 21.0 (69.8)  | 21.1 (70.0)   | 21.4 (70.5)   | 20.0 (68.0)   | 19.4 (66.9)    |
| 평균 강수량 mm (인치)                                                                          | 295.3 (11.63) | 155.5 (6.12) | 158.8 (6.25) | 173.4 (6.83) | 208.1 (8.19) | 212.8 (8.38) | 198.6 (7.82) | 219.3 (8.63) | 218.5 (8.60) | 305.4 (12.02) | 295.4 (11.63) | 367.9 (14.48) | 2,809 (110.59) |
| 평균 강수일수 (≥ 1.0 mm)                                                                       | 14.5          | 9.6          | 10.2         | 12.4         | 13.0         | 11.4         | 11.6         | 11.7         | 13.1         | 16.2          | 16.4          | 17.6          | 157.7          |
| 평균 상대 습도 (%) (14:00)                                                                     | 76            | 78           | 77           | 74           | 74           | 73           | 72           | 73           | 73           | 75            | 76            | 76            | 75             |
| 평균 월간 일조시간                                                                             | 170.3         | 172.1        | 201.8        | 216.5        | 220.0        | 205.6        | 213.3        | 202.3        | 184.6        | 184.4         | 189.0         | 185.4         | 2,345.3        |
| 출처 1: 세계기상기구 (평년값: 1991년~2020년)                                                   |               |              |              |              |              |              |              |              |              |               |               |               |                |
| 출처 2: 미국 해양대기청 (일조시간: 1961년~1990년), 독일 기상청 (극값: 1940년~2020년, 상대습도) |               |              |              |              |              |              |              |              |              |               |               |               |                |

## 선사 시대사
5만년전 보르네오 섬이 동남아시아 부근 육지와 연결되어 있을 때에 최초의 약탈자들이 니아케이브 서쪽 입구로 이주해왔다. 당시는 지금보다 더 건조하고 더 개방되어 있었을 것으로 사료되나 니아케이브는 덤불과 초원, 늪, 강들로 고립된 숲으로 둘러쌓여 있었다. 이주민들은 열대우림에서 사냥과 어로, 채집으로 생존할 수 있었다. 그 증거로 니아케이브에는 기원전 4만년에 인류가 정착했을 것으로 추정되는 구석기시대 유적이 발견되었다. 이 유적에는 딥 스컬이라고 명명된 호모사피엔스 해골이 톰 해리슨에 의해 1958년에 발견되었다. 이는 동남아에서는 가장 오래된 현 인류 해골이다. 해골의 주인은 16~17세쯤 되는 소녀의 것이며 가까운 곳에서 기원전 3만년의 것으로 추정되는 아시아 큰 천산갑의 뼈가 같이 발견되었으며, 중석기, 신석기 시대의 매장지 또한 니아케이브 안에서 발견되었다.

## 역사

### 브룩 정권
1868년, 찰스 브룩(Charles Brooke)은 제임스 브룩(James Brooke)으로부터 새로운 사라왁의 왕(the Rajah of Sarawak, White Rajah)지위를 승계받았다. 브루나이의 술탄 압둘 모민(Sultan Abdul Momin)은 바람지역(Baram region, 미리를 포함한)을 1883년까지 찰스 브룩에게 양도했고 클로드 챔피언 데 크레스피그니를 사라왁 네 번째 지구의 첫 번째 총독대리로 임명했다. 그때까지 미리는 여전히 중국인과 외딴 아랍인 무역상에 의해 운영되는 몇몇 작은 목재상과 20여개 정도 드문드문 있는 주거지역으로 구성된 맹그로브와 니파 팜 정글로 둘러쌓인 작은 어촌마을이었다. 보루는 1883년 클로드타운(오늘날의 마루디, 미리에서 동쪽으로 43km 떨어져있다.)에 지어졌다. 클로드타운은 이 지구의 행정수도가 되었고 클로드의 정부는 두명의 행정관과 30명의 수색병, 소수의 원주민 경찰관에 의해 지원받았다. 1891년 찰스 호스(Charles Hose)는 클로드에게 새로운 총독대리로 임명했고 마루디 보루는 포트 호스(Fort Hose)로 새로 명명되었다. 바람지역내의 수많은 부족간의 평화를 유지하기 위해 1899년 4월 찰스 호스는 보루 내에서 평화회의주최를 결정했다. 이 평화회의에서 첫 번째 바람 레가타(롱보트 경기)가 탄생했다. 바람레가타는 현재도 원주민들 사이에서 계속되고 있다.
미리의 지역주민들은 사실 수세기간 핸드더그유정에서 석유추출을 해왔다. 송회요집고(중국 송시대의 문헌)은 11세기 보르네오 지역에서 녹나무와 석유수입이 언급되어 있다. 1882년 클로드는 브룩정권에 미리지역 18개의 핸드더그유정에 대해 보고했다. 그는 또한 미리 강변 지역을 철저히 탐사해야 한다고 권유했다. 그럼에도 불구하고 그의 권유는 무시되었다. 하지만 1891년 찰스 호스가 총독대리에 임명된 후로 클로드의 아이디어에 관심갖게 되었고 브룩 정권은 클로드에게 협력하였다. 클로드는 미리 지역에 석유가 스민 곳 지도를 만들기 시작했다. 하지만 영국 지질학 자문관은 미리지역으로부터 불리한 운송조건때문에 유정 탐사를 기각시켰다. 찰스 호스가 사라왁 행정관직에서 은퇴한 후 영국으로 돌아가 앵글로-색슨 석유회사(Anglo-Saxon Petroleum Company, 1907년에 로얄 더치 쉘의 일부분이 된다.)와 미리지역 유정 탐사에 관한 건을 논의했다. 석유회사의 지부장인 H.N.벤쟈민은 이 건에 대해 관심을 갖게 되었고 마침내, 1909년 찰스 브룩 왕은 첫 번째 사라왁 유전 채굴 리스계약을 맻기 위해 런던에 방문했다. 로얄 더치 쉘은 수석 지질학자 조세프 테오도어 어브와 찰스 호스를 미리로 되돌려 보냈다. 어브는 1909년 8월부터 1910년 7월까지 2년에 걸쳐 석유매장지대 지도를 만들었고 그는 미리 힐(Miri Hill, 해발 150m로 현재는 캐나다 힐"Canada Hill"로 불린다.)로 알려진 장소를 확인했다. 이곳은 배사 습곡으로 석유시추작업에 알맞은 지반이었다.
마침내, 1910년 9월 10일 첫 번째 석유시추작업이 시작되었다. 나무 기중기들과 시추용 케이블 툴로 만들어진 A형 30미터높이의 리그(그랜드올드레이디란 별명으로 불리는)는 로얄 더치 쉘에 의해 운영되었다. 1910년 11월 22일 130미터를 파고난 후 석유가 발견되었다. 로얄 더치 쉘은 또한 자회사를 설립, 사라왁 오일 필드 유한회사(Sarawak Oil Field Ltd, 현재의 Sarawak Shell Berhad)로 이름붙였다. 그 이래로 1972년까지 미리 주변에서 또다른 624개 육상 유정이 시추되었으며 미리필드로 이름날렸다. 미리필드는 사라왁에서 유일한 육상 석유매장지이다. 왜냐하면 1950년대 후반부터 석유기업들이 해양으로 눈을 돌렸기 때문이다. 첫 번째 유정인 그랜드올드레이디(Grand Old Lady)는 1972년 10월 31일까지 총 650,000배럴의 석유를 생산해냈다. 그리고 첫번째 정유시설과 해저파이프라인은 1914년에 건설되었다. 정유시설은 1916년 루통(Lutong, 미리에서 북쪽으로 11km 떨어져있다.)으로 재배치되었다.
총독대리 집무실은 1912년 마루디에서 미리로 이전되었다. 미리는 쉘에 의한 석유생산비율만큼 빠르게 성장했다. 1920년, 도로가 건설되었고 자전거와 이륜차가 구매되었고, 1921년에는 40개의 상가들과 영국인 학교와 중국인 학교가 생겼으며 1924년, 미리와 루통을 잇는 대로가 건설되었다. 1925년까지 회전 굴착기에 의한 유정 굴착 방법이 소개되었으며, 석유생산량은 계속 증가하여 1929년 하루당 15,211배럴에 달하는 최고점을 기록했다. 식수공급도 개선되었다. 정글이 제거되고, 더 많은 도로가 건설되었다. 1929년 미리는 바람지역의 중심관할구가 되었다.

### 일제점령기
브룩 정부는 영연방정부가 전쟁 틈에서 사라왁을 영연방의 보호령 중 하나로 수락하도록 활발히 로비활동을 벌였다. 영연방은 결국 사라왁에 대한 보호를 보장하는 방안에 동의했다. 1930년대 영연방은 사라왁의 방어를 위해 소수의 병력을 파견했다. 1938년 찰스 브룩 왕의 지배하에 일촉즉발의 전쟁에 대비하기 위하여 미리와 쿠칭, 오야, 무카에 활주로를 건설했다. 그러나 1941년 영연방 왕실해군과 공군은 사라왁에서 철수하여 싱가폴로 귀환했다. 그러므로 영연방정부는 일본군의 공격에 대한 브룩 정부의 그을린 지구 정책을 지지했고 데니얼 스킴은 미리와 루통의 석유설비를 파괴할 것을 공식화했다. 병력의 부족으로 30마일이나 되는 루통으로부터 미리까지의 해안선을 일본군의 상륙에 대해 방어하기는 불가능했기 때문이다. 1941년 5월 2/15 펀자브연대 예속 1보병중대와 6인치 홍콩-싱가폴 왕실 포병중대, 왕실공병대 1소대가 석유시설 파괴작업을 감독하기 위해 미리에 배치되었다. 1941년 8월 미리의 석유산출량을 70% 감소시켰다.
일본군의 진주만 공습 직후, 일본군 항공기들이 미리 상공에서 정찰비행하는 것을 목격되었다. 브룩 정부는 미리의 석유시설과 항공시설 모두 파괴할 것을 결정했다. 쉘 컴퍼니 사무실은 데이널 스킴을 1941년 11월 8일 탈출시키라는 명령을 받았다. 같은 날 저녁, 작업이 완료되었고, 모든 생산 유정이 봉인되었다. 활성화를 위한 부품과, 봉인해제기계를 모두 싱가폴로 선적하고 숙련기술자와 중요한 기업문서 또한 장비와 함께 싱가폴로 보내버렸다. 펀자브 중대와 몇몇의 사무원들은 쿠칭방어선으로 보냈다. 1941 11월 16일 진주만 폭격 9일 이후에 일만의 일본군은 딴정 로방 비치(Tanjung Lobang Beach) 쉽게 상륙하였다. 하지만 1941년 11월 19일 따라깐 섬(Kota Tarakan)으로부터의 네덜란드 플라잉보트(flying boat)가 공격하여 시노노메(Shinonome, 히로시 사사가와가 지휘한)를 격침, 전체 선원 228명을 수장시켰으며 또 다른 플라잉보트 X-33이 일본군 수송선 또한 타격하였다. 1942년 1월 15일 싱가폴 함락 후, 일본군은 숨겨두었던 숙련기술자들과 장비들을 미리로 가져와 자국의 석유회사 넨료하이큐로 하여 시추, 정유작업을 하여 1941년부터 1945년까지 총 750,000배럴을 생산했다.
점령기 동안 미리와 루통은 일시적으로 연합군의 공습과 폭격의 대상이 되었다. 음식과 옷, 의약품이 고갈되었으며 일본 석유회사 노동자들은 연합군 폭격에 의한 루통브리지와 루통활주로를 재건설, 수리에 매달려야 했다.

### 최근 개발들
말레이시아 국영 석유기업 페트로나스(Petronas)는 1974년 결성되었다. 결과적으로 특권체계(Concession System)가 쉘과 페트로나스 간의 생산공유계약체계(Production Sharing Contract System; PSC)로 변화되었다. 쉘을 포함한 모든 외국계 석유기업들은 페트로나스로부터의 면허자격을 획득해야 한다. 첫 번째 두 PSCs는 1976년 11월 30일 체결되었다. 외국계 석유기업들은 그들의 비용들을 복구할때까지 생산된 석유가 41%가 넘지 않게 유지해야 한다. 그들의 투자분을 복구한 후, 모든 운영비와 석유 로얄티를 상계한 후 기업의 수익을 30%로 유지한다. 페트로나스 또한 국내의 유정을 탐사, 개발, 생산할 기업 Petronas Carigali Sdn Bhd를 결성했다. 페트로나스는 가스의 채집과 압축을 연구하는 바람 델타 가스 게더링(Bardegg)프로젝트를 미리 10~45km인근 해역 5개 지역 베티(Betty), 베코르(Bekor), 바람(Baram), 바로니아(Baronia), 루통 서부(West Lutong)에서 착수했다. 이 프로젝트는 석유 산출동안 가스손실을 최소화를 보증한다. 페트로나스와 쉘은 또한 불우한 학생에게 장학금 수여와 같은 교육적 복지활동에 관여한다. 두 기업은 또한 Malaysian first rig-to-reef offshore platform 프로젝트로 미리의 해양생태계를 지키려는 노력을 계속하여 버려진 오프쇼어 플랫폼을 산호초 서식지로 만든다. 또한 이 두 기업은 피사우 자연예비군을 2014년에 결성했다.
미리 시의회(Miri Municipal Council)는 해마를 공식 심볼로 지정했다. 1994년 I love Miri campaign의 일환으로 전 사라왁 수상 압둘 따이브 마흐무드(Abdul Taib Mahmud)에 의해 공표되었다. 해마가 선택된 이유는 해마의 우아하고 젠틀한 동작과 아름답고 독특한 외형 때문이다. 이러한 특성들은 평화롭고 조화롭게 공존하는 삶의 선한 가치와 미리의 다양한 인종과 문화적 정체성을 잘 나타내준다. 또한 바다에서 가까운 미리의 입지와 산호군락, 리조트파라다이스로써의 도시의 입지에 대한 상징이다.
미리는 2005년에 5월 20일에 도시로 승격되었으며 동시에 말레이시아 10번째의 도시가 되었다. 미리는 또한 첫 번째 주도가 아닌 도시이다, 매년 5월 20일은 미리 도시 승격의 날로 축하한다. 그날의 뉴스와 기념책자가 들어있는 타임캡슐이 캐나다힐에 있는 Petroleum Science Museum에 묻혀있다. 타입캡슐은 100년 뒤인 2105년 5월 20일에 개봉될 것이다. 노력이 미리를 생동감 넘치는 리조트 도시로 개발되도록 했다.

## 정치
미리는 현재 말레이시아 의회 의석 중 미리 지역구 1명의 국회의원을 선출한다. 또한 3명의 사라왁 주 입법부 하원의원 3명을 선출한다.

### 지방자치제와 시 정의
미리는 이전에 Miri Municipal council에 의해 24년 동안 관리되었다. 2005년 5월 20일 시로 승격되면서 Miri City Council(MCC)로 함께 승격되었다. Raja Road에 본부를 두고 현재 Lawrence Lai Yew Son이 시장으로 역임하고 있다. MCC의 사법권 하 관할구역은 977.45km2이며 Miri City와 Sibuti sub-district, Niah sub-district를 포괄하는 총 인구 290,274명이 거주하는 Miri District의 경계안에 펼쳐져 있으며 총 면적은 4,707km2이다.
민족은 중국계가 주를 이루며 그 다음으로는 말레이인, 인도인, 이반족, 다야크족, 믈라나우족, 카얀족, 크냐족, 클라빗족, 비다유족, 프난족, 기타 원주민 인구가 많다.